# Gare de Pontgibaud
Gare de Pontgibaud vasútállomás Franciaországban, Pontgibaud településen.

## Vasútvonalak
Az állomást az alábbi vasútvonalak érintik:
- d'Eygurande - Merlines–Clermont-Ferrand-vasútvonal

## Kapcsolódó állomások
A vasútállomáshoz az alábbi állomások vannak a legközelebb: